# Волошин Леся Володимирівна
Леся Володимирівна Волошин (нар.. 13 жовтня 1974, м. Корсунь-Шевченківський, Черкаська область, Українська РСР, СРСР — пом.. 4 березня 2021, м. Київ, Україна) — українська письменниця, драматург, театрознавець, сценаристка, член Національної спілки письменників України (2004), лауреатка премії імені В. Ревуцького (2003).

## Життєпис
Леся Волошин народився 13 жовтня 1974 року в місті Корсунь-Шевченківський на Черкащині. Після закінчення загальноосвітньої школи та навчання в художній школі в рідному місті вступила до педагогічного училища. Після закінчення працювала в Палаці для дітей та юнацтва. Тут вона познайомилась із театральним режисером Сергієм Сушенцевим. Разом написали п'єсу «Дюймовочка». За пропозицією досвідченого режисера вступила на факультет театрознавства Київського державного інституту театрального мистецтва. Керівником курсу був завідувач кафедри театрознавства Валерій Фіалк. який закінчила 2003 року. В цей час писала вірші. Одночасно з навчанням в 2001—2003 роках Леся Волошин (одружившись та народивши доньку) працювали провідним редактором рекламно-видавничої служби Національного театру російської драми імені Лесі Українки. У 2003 році з родиною переїхала до Москви для роботи в сценарній групі кінокомпанії «Амедіа». Незабаром повернулася до Києва, де почала працювати сценаристом у проєкті «Хочу і буду» Ольги Герасим'юк на каналі «1+1». Потім із Сергієм Притулою об'їздила всю Україну під час зйомок шоу «Було ваше — стало наше». Паралельно продовжувала писати як театральний журналіст — в оглядах театральних сезонів та статтях про прем'єри. З 2012 по 2017 рік працювала головним редактором каналу ТЕТ. Потім стала головним редактором документальної драми «Сімейні мелодрами» на каналі «1+1» (шість із семи сезонів). Померла у березні 2021 року.

## Творчість
Творчий напрям Лесі Волошин — модернізм. У своїх творах вона розкриває проблематику контравесійних питань, використовуючи притчевість сюжетів про кохання, зраду, пошуки смислу життя. Зокрема письменниця в 1996 році написала музичну казку «Дюймовочка» за мотивами казок Г.-Х. Андерсена. Цей драматичний твір було поставлено у Київському театрі оперети в 2004 році режисером О. Андрієнко. Також вона авторка триптиха драматичних п'єс: «Еще одна притча о любви. Маноле» (ч. 1, 2002), «Еще одна притча о любви. Марта» (ч. 2, 2003; обидві поставлені у Національному драматичному театрі імені Івана Франка), «Еще одна притча о любви. Изольда» (ч. 3, 2003). Крім того, Леся Волошин написала сценарії драматичних п'єс «Ельза. Притча про кохання» (2005) та «Восточной сказки о непослушной красавице Зюлейхин и ее мудром отце» (2002). Усі твори авторки опубліковані у Києві. Леся Волошин стала відомою завдяки написанню сценаріїв цілого ряду телесеріалів, що демонструвалися на українських телеканалах.

### Сценаристка
- Слід (2020—2022), телесеріал
- Доктор Віра (2020), телесеріал
- Продається будинок із собакою (2020), телесеріал
- Віддай своє життя (2020), міні-телесеріал
- Побачення в 20:15 (2019), короткометражний фільм
- Загадка для Анни (2019), телесеріал
- Школа. Випускний (2019), телесеріал
- Школа. Недитячі ігри (2018), телесеріал
- Розтин покаже (2018—2019), телесеріал
- В полоні у перевертня (2018), телесеріал
- Спадкоємиця мимоволі (2018), телесеріал
- Свєтка (2017), телесеріал
- Квіти дощу (2017), телесеріал
- Зустрічна смуга (2017), телесеріал
- Готель Елеон (2016), телесеріал
- Центральна лікарня (2016), телесеріал
- Ніконов і Ко (2015), телесеріал
- Циганське щастя (2015), телесеріал
- Я приду сама (2011—2012), телесеріал
- Сімейні мелодрами (2011), телевізійний проєкт
- Кохання та трохи перцю (2011), телесеріал
- Учора закінчилась війна (2010), телесеріал
- З привітом, Козаностра! (2010), телесеріал
- День залежності (2008), телефільм

## Родина
З чоловіком одружилася під час навчання у Києві, донька Евеліна-Єлизавета (2000).

## Нагороди та визнання
- 2003 — премії імені В. Ревуцького.